# حكم غير مباشر

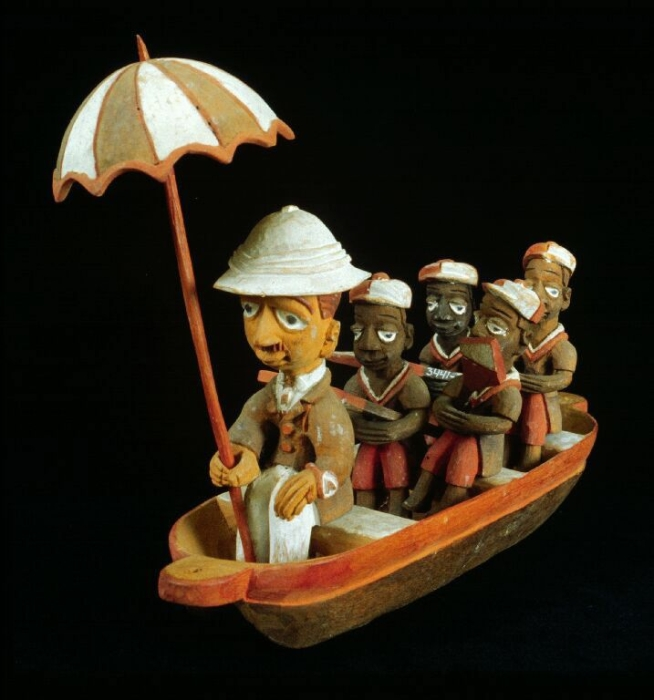

الحكم غير المباشر مصطلح استخدمه المؤرخون وعلماء السياسية لوصف نظام الحكم المعمول به في بعض البلدان التابعة غير الاستعمارية البريطانية (وبصورة خاصة في أجزاء من [إفريقيا وآسيا) والتي يطلق عليها غالبًا اسم «المحميات» أو «الولايات المتهادنة». وحسب نظام الحكم غير المباشر، يتولى الحكام التقليديون أمور الحكم اليومية وإدارة المناطق الصغيرة والكبيرة، ويكتسب هؤلاء الحكام مكانةً واستقرارًا وحماية يقدمها السلام البريطاني، وذلك مقابل فقد السيطرة على العلاقات الخارجية وغالبًا الضرائب والاتصالات وأمور أخرى، ويصاحب ذلك عادةً قيام عدد قليل من «المستشارين» الأوروبيين بالإشراف إشرافًا فعالاً على حكم عدد كبير من الناس منتشرين في مناطق شاسعة.

## الإمبراطورية البريطانية في إفريقيا
ترجع دومًا الأسس الأيديولوجية والتطبيق العملي لنظام الحكم غير المباشر في كينيا ونيجيريا إلى أعمال فريدريك لوجارد، المندوب السامي في محمية شمالي نيجيريا في الفترة من عام 1899 إلى 1906. فلقد أسس لوجارد في أراضي خلافة صُكتو، التي هزمتها الإمبراطورية البريطانية في مطلع القرن، نظامًا يقضي بقيام البريطانيين بالسيطرة على العلاقات الخارجية والأمور العسكرية والسيطرة على الضرائب، بينما تترك معظم جميع جوانب الحياة الأخرى إلى الطبقة الأرستقراطية المحلية التي كانت موجودة قبل الاستعمار البريطاني وربما تكون قد اتخذت جانب البريطانيين أثناء أو بعد الهزيمة. ولقد تم تفسير النظرية الكامنة وراء هذا الحل للمشكلة العملية جدًا لمسألة هيمنة مجموعة صغيرة من الأجانب على شعب تعداده هائل في كتاب لوجارد المؤثر الانتداب المزدوج في إفريقيا الاستوائية البريطانية.

## الإمبراطورية البريطانية في آسيا
لقد حدث أكبر تطبيق لنظام الحكم غير المباشر في المستعمرات البريطانية في آسيا في مئات من الدول قبل الاستعمار، ولقد حدث هذا لأول مرة في ظل نظام شركة الهند الشرقية لـ الحلفاء التابعين في شبه قارة الهند. فأصبحت المناطق التي دخلت بموجب هذه التحالفات إلى نطاق النفوذ البريطاني معروفة باسم ولايات أميرية هندية. ثم تم لاحقًا تطبيق هذا المبدأ نفسه في المناطق الإستراتيجية عبر الطرق البحرية إلى الهند، لا سيما في الإمارات المحمية في الخليج العربي.
كان الحاكم البريطاني والمجلس التشريعي هما من يضعان دائمًا القوانين في المستعمرات البريطانية، بينما احتفظ الحكام المحليون في المحميات والولايات الأميرية بالسلطة الإدارة التقليدية وسلطة التشريع وفق الحكم البريطاني في بعض المناطق. ولقد كان نظام الحكم غير المباشر مثمرًا بشكل خاص من حيث تمكينه للبريطانيين باستغلال الموارد الطبيعية والمواد الخام للعديد من الدول التابعة. ولقد وفر إنشاء القواعد البحرية والعسكرية في النقاط الإستراتيجية في جميع أنحاء الكرة الأرضية السلطة اللازمة لتعزيز هذا الحكم.

## التطبيق العملي للحكم غير المباشر
يعد نظام الحكم غير المباشر نظامًا أقل تكلفةً وأسهل بالنسبة للقوى الأوروبية، لا سيما من حيث حاجته إلى عدد أقل من الإداريين، ولكن يعيب هذا النظام عدد من المشكلات. ففي العديد من الحالات كانت السلطات الأوروبية تمكن للحكام المحليين التقليديين، مثلما حدث في حالة مملكة أوغندا، ولكن إن لم يتم العثور على قائد مناسب (من حيث المعنى الغربي التقليدي لمصطلح القائد)، يختار الأوروبيون الحكام المحليين المناسبين لهم. وهذا ما حدث في حالة كينيا وجنوب نيجيريا، ويطلق على القادة الجدد غالبًا اسم «حاكم بالوكالة» ولم يكن دومًا مدعومًا من الشعب المحلي. وتختار النخبة الأوروبية غالبًا القادة المحليين أيضًا بحيث يتسمون بسمات مشابهة لهم، رغم عدم كون هذه السمات مناسبة للزعامة المحلية. فكان معظمهم من المحافظين كبار السن، ومن ثم يدعم الحكم غير المباشر المنظور المحافظ بين الشعب الوطني ويهمش أهل الفكر من الشباب. ولقد كانت القوانين المكتوبة أقل مرونة تجاه الطبيعة المتغيرة للمجتمع، فحلت محلها القوانين الشفوية، ولقد تم إلغاء أو حظر التقاليد القديمة المتعلقة بالقصاص والعدالة، ولقد أدى إلغاء العقوبات الأكثر صرامة في بعض المناطق إلى ازدياد معدلات الجريمة. أضف إلى ذلك، أن القادة الذين تمكنهم حكومات القوى الأوروبية لم يكونوا غالبًا معتادين على مهامهم الجديدة مثل التعيين والضرائب.

## تفسيرات
ساعد الكتاب الفرنسيون والبريطانيون منذ أوائل القرن العشرين في إحداث انقسام بين نظام الحكم غير المباشر البريطاني، الذي يتجلى في الولايات الأميرية الهندية وفي كتابات اللورد لوجارد حول إدارة شمالي نيجيريا، وبين الحكم المباشر في المستعمرات الفرنسية. ومثلما هو الحال مع المنظرين البريطانيين، كتب المسؤولون الاستعماريون الفرنسيون مثل فيلكس إيبويه أو روبرت دلفينجنت وعقدوا المناظرات على مدار النصف الأول من القرن العشرين ترويجًا لأسلوب فرنسي فريد من الحكم يتميز بالحكم المركزي والموحد والذي يهدف إلى استيعاب الرعايا في المستعمرات في نظام الحكم الفرنسي المنظم. وتعتمد القاعدة الفرنسية، المسماة أحيانًا اليعاقبة، المذكورة في هذه الكتابات على الأيديولوجية المزدوجة لنظام الحكم الفرنسي المركزي الوحدوي في الموطن الأم مع الأيديولوجية الاستعمارية الفرنسية القائمة على الاستيعاب. ويقوم مبدأ الاستيعاب الاستعماري على أساس أن القانون الفرنسي والمواطنة الفرنسية تعتمد على قيم عالمية مأخوذة من الثورة الفرنسية. فعند عكس قانون المواطنة المحلي الفرنسي، يسمح القانون الاستعماري الفرنسي لأي شخص يثبت أنه فرنسي الثقافة («متطور») بأن يكون مواطنًا فرنسيًا. في إفريقيا الغربية الفرنسية، يتم في أجزاء فقط من «الكوميونات الأربعة» السنغالية منح الجنسية الفرنسية خارج نخبة مثقفة قليلة من الأفارقة. ويتعارض هذا مع الحكم غير المباشر البريطاني، حيث لم يتم مطلقًا اعتبار إمكانية أن يتم استيعاب رعايا المحميات بصورة قانونية في «الوطن الأم».
رغم محاولة تمييز الفوارق المادية بين نموذج الحكم المباشر في مقابل الحكم غير المباشر، فقد سيطرت هذه المقارنة على الدراسات الأكاديمية منذ ثلاثينيات  وحتى سبعينيات القرن العشرين.
لقد صنع الأكاديميون منذ السبعينيات مشكلة من التمييز بين نظام الحكم المباشر مقابل الحكم غير المباشر-، مجادلين بأن النظامين متداخلان في نظام الحكم الاستعماري البريطاني والفرنسي، وأنه يتم أحيانًا الترويج لتمييز الحكم غير المباشر بهدف تبرير أنظمة الحكم المباشر الواضحة نسبيًا.
محمود مامندي وأكاديميون آخرون  ناقشوا بإسهاب كيف أن نظامي الحكم المباشر وغير المباشر كانا محاولةً لتنفيذ أهداف متطابقة للحكم الأجنبي، ولكن كيف ساعدت إستراتيجية الحكم «غير المباشر» في خلق انقسامات عرقية وعنصرية داخل المجتمعات المحكومة هذه الانقسامات التي استمرت في هيئة علاقات مشتركة عدائية وإستراتيجيات حكم غير فعالة.
قام بعض علماء السياسة بتوسعة نطاق الجدال حول كيف استمرت تجارب نظام الحكم المباشر في مقابل نظام الحكم غير المباشر في التأثير على نظام الحكم المعاصر في أنظمة الحكم التي لم تجرب مطلقًا الحكم الاستعماري.